# Vlag van Beekdaelen

Vlag van de gemeente Beekdaelen

De vlag van Beekdaelen is op 4 juli 2019 per gemeentebesluit door de gemeenteraad van Beekdaelen vastgesteld. De gemeente is op 1 januari 2019 ingesteld, en is ontstaan door een fusie tussen de voormalige gemeenten Onderbanken, Nuth en Schinnen.
De vlag kan als volgt worden omschreven:
Zeven golvende banen, groen en wit, en op een vierde van de lengte van de vlag twee banen, wit en rood, waarvan de lengte gelijk is aan een vierde van de lengte van de vlag, met in de witte baan een rode dubbelstaartige gekroonde leeuw en in de rode baan een wit dubbel slangenkopkruis waarop een wit schildje beladen met drie rode koeken (2,1).

## Geschiedenis
In het eerste half jaar na de oprichting had de gemeente geen officiële vlag en werd tijdelijk gebruik gemaakt van een logovlag. Op 1 juli 2019 werd bekengemaakt dat de gemeente alsnog een traditionele vlag in gebruik zou nemen. De Limburgse leeuw en het dubbelkoppige slangenkruis van de grafelijke familie Huyn van Amstenrade staan op een achtergrond van drie golvende banen. De drie banen staan symbool voor de drie gemeenten waaruit Beekdaelen is gevormd. In het eerste ontwerp waren er drie golvende groene banen op een witte achtergrond, maar uiteindelijk is besloten dat andersom fraaier zou zijn. Ontwerper is René Vroomen, voorzitter van de Limburgse Commissie Heraldiek en Banistiek van het Limburgs Geschied- en Oudheidkundig Genootschap. Op 4 juli 2019 werd de vlag per raadsbesluit ingesteld..

### Voormalige vlaggen

Tijdelijke logovlag (januari tot juli 2019)
Vlag van Nuth
Vlag van Schinnen
Vlagontwerp van Onderbanken
Logovlag van Onderbanken

### Verwante afbeeldingen

Wapen van Beekdaelen
Wapen van Onderbanken
Wapen van Nuth
Wapen van Schinnen
Valkenburgse leeuw op het wapen van de Heren van Valkenburg
Stamwapen van het geslacht Huyn van Amstenrade

Beek 
· Beekdaelen 
· Beesel 
· Bergen 
· Brunssum 
· Echt-Susteren 
· Eijsden-Margraten 
· Gennep 
· Gulpen-Wittem 
· Heerlen 
· Horst aan de Maas 
· Kerkrade 
· Landgraaf 
· Leudal 
· Maasgouw 
· Maastricht 
· Meerssen 
· Mook en Middelaar 
· Nederweert 
· Peel en Maas 
· Roerdalen 
· Roermond 
· Simpelveld 
· Sittard-Geleen 
· Stein 
· Vaals 
· Valkenburg aan de Geul 
· Venlo 
· Venray 
· Voerendaal 
· Weert